# Природный парк Апузени
Природный парк Апуcень (рум. Parcul Natural Apuseni) — природоохранная зона (природный парк категории V МСОП) в Румынии, на административной территории жудеца Алба, Бихор и Клуж.

## Расположение
Природный парк находится в Западной Румынии, на северо-центральной оконечности Западных румынских гор, охватывает часть гор Бихор на юге и гор Влэдеса на севере.

## География
Общая площадь национального парка Апуcень составляет 75784 га. Он объявлен природным заповедником по закону № 5 от 6 марта 2000 года (опубликован в Monitorul Oficial Румынии № 152 от 12 апреля 2000) и представляет собой гористую местность (горы, пики, кары, пещеры, долины, карстовые зоны, леса и пастбища) с типичной для западных Карпат флорой и фауной.
Природные заповедники, входящие в состав парка: Izbucul de la Cotețul Dobreștilor (0,20 га), Izbucul Mătișești (2 га), Izbucul Tăuzului (1 га), пещера Coiba Mare (0,50 га), Avenul din Hoanca Urzicarului (1 га), пещера Скэришоара (1 га) и Ghețarul de la Vârtop (1 га) в графстве Альба; Pietrele Galbenei (6,30 га), пещера Cetatea Rădesei (20 га), Poiana Florilor (1 га), плато Carstic Padiș (39 га), Valea Galbenei (70,50 га), Valea Sighiștelului (412,60 тыс. га), Vârful Biserica Moțului (3 га), плато carstic Lumea Pierdută (39 га), Cetățile Ponorului (14,90 га), пещера Ghețarul Focul Viu (0,10 га), пещера Ciur Izbuc (0,10 га), пещера Микулы (0,10 га), Медвежья пещера (1 га), пещера Smeii de la Onceasa (0,50 га) и Cerbului Cave-Avenul cu Vacă (45 га) в жудице Бихор; Molhașul Mare de la Izbuc (8 га) в жудице Клуж.